# Winnie Apiyo
Winnie Adhiambo Apiyo (sinh c.1987) là một kỹ sư điện người Kenya được sử dụng như một kĩ sư bảo vệ, đo lường và kiểm soát tại Công ty Phát Điện Kenya, công ty sản xuất điện lớn nhất ở Kenya, các nền kinh tế lớn ở Cộng đồng Đông Phi.

## Gia cảnh và giáo dục
Apiyo sinh ra ở Kenya, khoảng năm 1987. Cô tốt nghiệp bằng Cử nhân Kỹ thuật về Kỹ thuật Điện & Điện tử, được trao tặng bởi Đại học Kỹ thuật Nhà nước Tver, ở Tver, Nga, vào năm 2010 
Cô cũng có bằng sau đại học về Công nghệ địa nhiệt, được lấy từ Cơ quan năng lượng Iceland, hợp tác với Đại học Liên hợp quốc, sau chương trình nghiên cứu kéo dài sáu tháng về các nghiên cứu chuyên môn cao về công nghệ và quản lý địa nhiệt. Cô là thành viên của lớp 2016. Kể từ tháng 1 năm 2019, cô đăng ký vào Trường Năng lượng Iceland, tại Đại học Reykjavik, theo đuổi bằng thạc sĩ khoa học về Kỹ thuật năng lượng bền vững.

## Sự nghiệp
Apiyo làm công việc kỹ sư điện tại Công ty Phát điện Kenya. Chuyên môn của cô trong đào tạo và làm việc là lập kế hoạch, thử nghiệm và quản lý các nhà máy điện địa nhiệt. Cô có mối quan tâm đặc biệt, đào tạo và chuyên môn trong việc thiết kế, duy trì và cải thiện các phát triển cơ sở hạ tầng năng lượng này. Tại quê hương Kenya, cô là một trong số rất ít nữ kỹ sư điện, được đào tạo đặc biệt và chuyên môn về công nghệ địa nhiệt.

## Thành tựu
Vào tháng 9 năm 2018, Business Daily Africa, một tờ báo tiếng Anh, tiếng Anh, tiếng Anh, xướng tên Winnie Apiyo trong số "Top 40 phụ nữ dưới 40 tuổi ở Kenya năm 2018".
Vào tháng 12 năm 2017, Bà Apiyo đã nhận được Giải thưởng Phụ nữ về Đổi mới Năng lượng 2017 tại Hội nghị Phụ nữ Năng lượng thường niên lần thứ 2, được tổ chức từ ngày 13 đến ngày 14 tháng 12 năm 2017, tại Nairobi, thủ đô của Kenya. Giải thưởng được công nhận cho tác phẩm của cô được phác thảo trong bản tóm tắt đính kèm, có tên là "Dự án tự động chặn nguồn năng lượng lưới".